# 자연권
자연권(自然權)은 자연법상의 인간의 천부인권(天賦人權)을 말한다. 태어나면서부터 당연히 주어지는, 법률이나 믿음보다 앞선 보편적 선험적 권리이다.
기본권은 생래적인 권리뿐만 아니라 국가의 내적인 사회권적 기본권이나 청구권적 기본권, 참정권 등을 포함하기 때문에 인간의 본성에서 나오는 생래적 권리를 의미하는 인권보다 포괄적인 개념이라고 볼 수 있다.
자연권은 장소와 시간을 초월하여 불변적 법칙이 존재한다는 자연법 사상에 근거한다. 역사적으로 자연권에 대한 주장은 절대왕권과 같은 구체제와 실정법에 대항하기 위한 이론으로서 발전하여 왔다. 현재 대한민국을 비롯한 대부분의 나라에서 자연권적 기본권을 인정하고 있다. 대표적 자연권으로 자유, 평등권이 있다.
미국의 독립과 프랑스의 혁명을 비롯해 근대민주국가의 건설은 기본적 인권의 확립이 주요한 목적이었으므로 근대국가의 헌법에는 이것이 주목적이 되었고, 근대국가의 헌법에는 모두 기본적 인권의 불가침이 선언되어 있다.

## 역사
인간에게 특정 권리가 천부적이고 어떤 경우에도 박탈될 수 없다는 개념은 최소한 고대 그리스의 스토아 학파 시대부터 발전되어 왔다. 이후 중세 시대를 거쳐 가톨릭 교회의 교회법, 그리고 종교 개혁, 그리고 근현대의 계몽주의를 거치며 현재의 개념으로 탈바꿈한 것이다.

자연권에 대한 대표적인 주장은〈1789년 프랑스 인권선언문〉이 있다. 이 선언문은 천부인권의 개념을 도입하여 모든 인민이 양도불가능한 자유와 평등의 권리를 태어나면서부터 획득한다고 주장하였다. 이후 자연권에 대한 주장은 민주주의와 함께 발달하여 유엔은 1948년 세계 인권 선언을 채택함으로써 천부적 인권을 세계에 천명했다.

## 인권
17세기와 18세기에 서유럽에서 본격적으로 성장한 인권이라는 개념 자체가 자연권이라는 관념에서 나왔다.

## 미국
미국 연방 대법원은 "자연권으로서 보호된다"라는 표현을 사용하는 것 대신, "적법절차 조항에 의해 보호된다"라는 표현을 사용하며, 그렇게 적법절차 이론을 발전시켰다. 적법절차는 절차적 적법절차와 실체적 적법절차로 구분되어, 근본적인 권리를 자연권이라는 추상적인 이름이 아닌 실체적 적법절차 법리를 근거로 보장하고 있다. 즉, 자연법이라는 추상적인 규정이 아닌 수정헌법 제5조와 제14조에 근거를 두고 실체적 적법절차법리라는 이름으로 개인의 기본권 신장에 도움을 주고 있다.
- 미국 수정헌법 제5조 (형사사건에서의 제권리)
  - 누구라도, 대배심에 의한 고발 또는 기소가 있지 아니하는 한, 사형에 해당하는 죄 또는 파렴치죄에 관하여 심리를 받지 아니한다. 다만, 육군이나 해군에서 또는 전시나 사변시에 복무중에 있는 민병대에서 발생한 사건에 관하여서는 예외로 한다. 누구라도 동일한 범행으로 생명이나 신체에 대한 위협을 재차 받지 아니하며, 어떠한 형사 사건에 있어서도 자기에게 불리한 증언을 강요당하지 아니하며, 누구라도 정당한 법의 절차에 의하지 아니하고는 생명, 자유 또는 재산을 박탈당하지 아니한다. 또 정당한 보상 없이, 사유재산의 공공용으로 수용당하지 아니한다.

- 미국 수정헌법 제14조(공민권)
  - 제1항 합중국에서 출생하고 또는 귀화하고, 합중국의 관할권에 속하는 모든 사람은 합중국 및 그 거주하는 주의 시민이다. 어떠한 주도 합중국 시민의 특권과 면책권을 박탈하는 법률을 제정하거나 시행할 수 없다. 어떠한 주도 정당한 법의 절차에 의하지 아니하고는 어떠한 사람으로부터도 생명, 자유 또는 재산을 박탈할 수 없으며, 그 관할권내에 있는 어떠한 사람에 대하여도 법률에 의한 평등한 보호를 거부하지 못한다.

## 같이 보기
- 천부경